# Вакарицо Албанезе
Вакарѝцо Албанѐзе (на италиански: Vaccarizzo Albanese, на арбърешки: Vakariçi, Вакаричи) е село и община в Южна Италия, провинция Козенца, регион Калабрия. Разположено е на 448 m надморска височина. Населението на общината е 1183 души (към 2010 г.).
 В това село живее албанско общество, наречено арбъреши. Те са се заселили в този район между XV и XVIII век като бежанци от османското владичество. Село Вакарицо Албанезе е част от етнографическия район Арберия.